# Britta von Kröcher
Britta von Kröcher (* 1942 in Goslar) ist eine deutsche Malerin und Künstlerin der Wachsbatik.

## Leben
Britta von Kröcher legte 1963 ihr Staatsexamen als Kinderkrankenschwester ab und begann ab 1969 ihre künstlerische Auseinandersetzung mit der Wachsbatik. 1979 eröffnete sie ihre eigene Werkstatt für die Batik und nahm bis 2000 an zahlreichen Einzel- und Gruppenausstellungen in diesem Kunstgebiet teil. Bereits 1988 begann sie jedoch mit einem Studium der Mal- und Zeichenausbildung sowie dem Ausdrucksmalen in der Schweiz. Heute ist Britta von Kröcher vor allem durch ihre zahlreichen Ausstellungen in Hannover, Braunschweig und Goslar bekannt.